# Murraya euchrestifolia
Murraya euchrestifolia är en vinruteväxtart som beskrevs av Bunzo Hayata. Murraya euchrestifolia ingår i släktet Murraya och familjen vinruteväxter. Inga underarter finns listade i Catalogue of Life.